# VC Argex Duvel Puurs
Le VC Argex Duvel Puurs (anciennement Duvel Puurs) est un club de volley-ball belge basé à Puurs, et qui évolue au plus haut niveau national, la Ligue A, pour cette saison 2010-2011.

## Historique
Le VC Argex Duvel Puurs est un club né de 2 fusions. En effet, il y en eut tout d'abord une première entre le VC Puurs et le VC Breendonk. Un peu plus tard, à ces deux entités est encore venu se greffer le VC Ruisbroek pour donner naissance au club actuel.
Ce club a toujours un palmarès vierge mais se maintient depuis pas mal d'années au top niveau.

## Palmarès
À ce jour, ce club n'a encore remporté aucun trophée majeur.

## Entraîneurs
- 2015-2017 :  Christophe Achten

## Effectif pour la saison2013-2014
Entraîneur : Claudio Gewehr  Belgique et entraîneur-adjoint : Martijn Koelman  Pays-Bas
| Numéro | Nom               | Taille | Nationalité |
| 1      | Dennis Deroey     | ?      | Belgique    |
| 2      | Yves Kruyner      | ?      | Belgique    |
| 3      | Wannes Rosiers    | ?      | Belgique    |
| 4      | Jonas Colson      | ?      | Belgique    |
| 5      | Dries Koekelkoren | ?      | Belgique    |
| 8      | Jimmy Prenen      | ?      | Belgique    |
| 10     | Jasper Diefenbach | ?      | Pays-Bas    |
| 13     | Nik Van Sande     | ?      | Belgique    |
| 14     | Ryan Anselma      | ?      | Pays-Bas    |
| 16     | Ugo Blairon       | ?      | Belgique    |
| 17     | Floris van Rekom  | ?      | Pays-Bas    |